# セントアンソニー
セントアンソニー（英：Town of St. Anthony）は、カナダのニューファンドランド・ラブラドール州にある町。ニューファンドランド島最北部に位置している。人口は2,418人（2011年）。

## 歴史
セントアンソニーにヨーロッパからの入植者がやってきたのは16世紀初頭。フランス人とバスク人の漁民が避難港として利用していた。探検家ジャック・カルティエが1534年にたどりついた際、アーヴル・サンタントワーヌ（Havre Saint-Antoine、英語でセントアンソニー・ヘイヴン、St. Anthony Haven）と名付けたと記録している。
19世紀中ごろにはさらに多くの人々が入植した。1857年までには10家族71人が居住していた記録がある。1874年までには人口は110人に増加し、さらに1891年には139人となった。イギリス人医師ウィルフレッド・グレンフェルが来た1900年にはさらに開けていた。
1930年から1940年代には水産加工・貯蔵施設が建てられ、経済が成長した。アメリカ合衆国軍の前哨基地となり、1951年にはパインツリー・ラインのレーダー基地が近隣の丘陵地に建設され、1962年には250名が駐屯していた。
近年、漁業が下火になり、観光が主な産業になっている。グレンフェル医師関連史跡や世界遺産のランス・オ・メドー、氷山、ホエールウォッチングなど自然目当ての観光客も増えている。

## 交通

### 空港
- セントアンソニー空港（St. Anthony Airport）：市街地から35km南西にある空港。IATAコードはYAY、ICAOコードはCYAY。数便がセントジョンズ、ラブラドール地方等と結んでいる、

## 観光
- グレンフェルハウス博物館（Grenfell House Museum）
- グレンフェル学習センター（Grenfell Interpretation Centre）
- ランス・オ・メドー：1000年頃のノース人（ヴァイキング）入植地跡で、ユネスコ世界遺産。
- 氷山ウォッチング、ホエールウォッチングの拠点となっている。